# Liste der Orte im Saale-Holzland-Kreis
Diese Liste enthält alle Orte (Städte, Gemeinden und Ortsteile) im thüringischen Saale-Holzland-Kreis.
| Ort                       | Gemeinde                 | Einwohner (ca.) |
| ------------------------- | ------------------------ | --------------- |
| Ahlendorf                 | Crossen                  | 50              |
| Albersdorf                | Albersdorf               | 256             |
| Altenberga                | Altenberga               | 260             |
| Altendorf                 | Altenberga               | 260             |
| Altengönna                | Lehesten                 | 150             |
| Aubitz                    | Petersberg               | 40              |
| Bad Klosterlausnitz       | Bad Klosterlausnitz      | 3.453           |
| Beutnitz                  | Golmsdorf                | 250             |
| Beulbar                   | Bürgel                   | 70              |
| Bibra                     | Bibra                    | 160             |
| Bobeck                    | Bobeck                   | 294             |
| Böhlitz                   | Schkölen                 | 35              |
| Bollberg                  | Stadtroda                | 303             |
| Bremsnitz                 | Bremsnitz                | 147             |
| Bucha                     | Bucha                    | 570             |
| Buchheim                  | Heideland                | 180             |
| Bürgel, Stadt             | Bürgel                   | 2.370           |
| Camburg, ehemalige Stadt  | Dornburg-Camburg         | 2.400           |
| Coppanz                   | Bucha                    | 120             |
| Crossen an der Elster     | Crossen                  | 1.580           |
| Dienstädt                 | Eichenberg               | 200             |
| Döbrichau                 | Dornburg-Camburg         | 38              |
| Döbritschen               | Dornburg-Camburg         | 30              |
| Döllschütz                | Rauschwitz               | 20              |
| Dorna                     | Stadtroda                | 80              |
| Dornburg, ehemalige Stadt | Dornburg-Camburg         | 700             |
| Dorndorf                  | Dornburg-Camburg         | 1.200           |
| Dothen                    | Schkölen                 | 110             |
| Droschka                  | Bürgel                   | 175             |
| Dürrengleina              | Milda                    | 70              |
| Eichenberg                | Eichenberg               | 200             |
| Eineborn                  | Eineborn                 | 346             |
| Eisenberg, Stadt          | Eisenberg                | 10.850          |
| Erdmannsdorf              | Lippersdorf-Erdmannsdorf | 160             |
| Etzdorf                   | Heideland                | 230             |
| Frauenprießnitz           | Frauenprießnitz          | 700             |
| Freienorla                | Freienorla               | 340             |
| Geisenhain                | Geisenhain               | 192             |
| Gerega                    | Bürgel                   | 35              |
| Gernewitz                 | Stadtroda                | 328             |
| Geunitz                   | Reinstädt                | 180             |
| Golmsdorf                 | Golmsdorf                | 470             |
| Göritzberg                | Bürgel                   | 40              |
| Gösen                     | Gösen                    | 218             |
| Grabsdorf                 | Schkölen                 | 30              |
| Graitschen auf der Höhe   | Schkölen                 | 100             |
| Graitschen bei Bürgel     | Graitschen               | 416             |
| Greuda                    | Altenberga               | 120             |
| Gröben                    | Schlöben                 | 150             |
| Großbockedra              | Großbockedra             | 184             |
| Großeutersdorf            | Großeutersdorf           | 294             |
| Großhelmsdorf             | Heideland                | 270             |
| Großkröbitz               | Milda                    | 70              |
| Großlöbichau              | Großlöbichau             | 770             |
| Großpürschütz             | Großpürschütz            | 200             |
| Gumperda                  | Gumperda                 | 210             |
| Hainbücht                 | Stadtroda                | 116             |
| Hainchen                  | Schkölen                 | 185             |
| Hainichen                 | Hainichen                | 85              |
| Hainspitz                 | Hainspitz                | 707             |
| Hartmannsdorf             | Hartmannsdorf            | 733             |
| Hellborn                  | Renthendorf              | 130             |
| Hermsdorf, Stadt          | Hermsdorf                | 8.479           |
| Hetzdorf                  | Bürgel                   | 100             |
| Hirschroda                | Dornburg-Camburg         | 100             |
| Hohendorf                 | Bürgel                   | 50              |
| Hummelshain               | Hummelshain              | 500             |
| Ilmsdorf                  | Bürgel                   | 90              |
| Jägersdorf                | Schöps                   | 210             |
| Jenalöbnitz               | Jenalöbnitz              | 156             |
| Kahla, Stadt              | Kahla                    | 7.255           |
| Kämmeritz                 | Schkölen                 | 100             |
| Karlsdorf                 | Karlsdorf                | 115             |
| Karsdorfberg              | Rauschwitz               | 30              |
| Kischlitz                 | Petersberg               | 40              |
| Kleinbockedra             | Kleinbockedra            | 38              |
| Kleinbucha                | Eichenberg               | 50              |
| Kleinebersdorf            | Kleinebersdorf           | 189             |
| Kleineutersdorf           | Kleineutersdorf          | 379             |
| Kleinkröbitz              | Milda                    | 60              |
| Kleinlöbichau             | Großlöbichau             | 50              |
| Kleinprießnitz            | Frauenprießnitz          | 100             |
| Kleinpürschütz            | Großpürschütz            | 200             |
| Klengel                   | Serba                    | 180             |
| Königshofen               | Heideland                | 750             |
| Kursdorf                  | Eisenberg                | 250             |
| Laasdorf                  | Laasdorf                 | 527             |
| Launewitz                 | Schkölen                 | 50              |
| Lehesten                  | Lehesten                 | 150             |
| Lindau                    | Heideland                | 130             |
| Lindig                    | Lindig                   | 261             |
| Lippersdorf               | Lippersdorf-Erdmannsdorf | 325             |
| Löberschütz               | Löberschütz              | 138             |
| Lotschen                  | Ruttersdorf-Lotschen     | 50              |
| Lucka                     | Bürgel                   | 25              |
| Magersdorf                | Unterbodnitz             | 60              |
| Mennewitz                 | Schlöben                 | 100             |
| Mertendorf                | Mertendorf               | 161             |
| Meusebach                 | Meusebach                | 93              |
| Milda                     | Milda                    | 385             |
| Möckern                   | Möckern                  | 122             |
| Mörsdorf                  | Mörsdorf                 | 445             |
| Nausnitz                  | Nausnitz                 | 70              |
| Nautschütz                | Schkölen                 | 75              |
| Nennsdorf                 | Bucha                    | 100             |
| Nerkewitz                 | Lehesten                 | 350             |
| Neuengönna                | Neuengönna               | 350             |
| Nickelsdorf               | Crossen                  | 50              |
| Nischwitz                 | Bürgel                   | 40              |
| Oberbodnitz               | Oberbodnitz              | 150             |
| Obergneus                 | Gneus                    | 80              |
| Oelknitz                  | Rothenstein              | 600             |
| Orlamünde, Stadt          | Orlamünde                | 1.221           |
| Oßmaritz                  | Bucha                    | 200             |
| Ottendorf                 | Ottendorf                | 415             |
| Petersberg                | Petersberg               | 210             |
| Podelsatz                 | Stadtroda                | 21              |
| Poppendorf                | Schkölen                 | 100             |
| Porstendorf               | Neuengönna               | 330             |
| Posewitz                  | Dornburg-Camburg         | 30              |
| Poxdorf                   | Poxdorf                  | 115             |
| Pratschütz                | Schkölen                 | 40              |
| Pretschwitz               | Rauschwitz               | 40              |
| Quirla                    | Stadtroda                | 330             |
| Rabis                     | Schlöben                 | 150             |
| Rattelsdorf               | Rattelsdorf              | 87              |
| Rauda                     | Rauda                    | 298             |
| Rauschwitz                | Rauschwitz               | 105             |
| Rausdorf                  | Rausdorf                 | 180             |
| Reichenbach               | Reichenbach              | 935             |
| Reinstädt                 | Reinstädt                | 285             |
| Renthendorf               | Renthendorf              | 310             |
| Rockau                    | Schkölen                 | 290             |
| Rodameuschel              | Frauenprießnitz          | 100             |
| Rodias                    | Milda                    | 50              |
| Rodigast                  | Bürgel                   | 100             |
| Rödigen                   | Lehesten                 | 100             |
| Rothenstein               | Rothenstein              | 780             |
| Röttelmisch               | Gumperda                 | 160             |
| Rudelsdorf                | Heideland                | 150             |
| Rutha                     | Sulza                    | 150             |
| Ruttersdorf               | Ruttersdorf-Lotschen     | 280             |
| Sankt Gangloff            | Sankt Gangloff           | 1.287           |
| Scheiditz                 | Scheiditz                | 46              |
| Schinditz                 | Dornburg-Camburg         | 40              |
| Schirnewitz               | Altenberga               | 120             |
| Schkölen, Stadt           | Schkölen                 | 1.380           |
| Schleifreisen             | Schleifreisen            | 436             |
| Schleuskau                | Frauenprießnitz          | 80              |
| Schlöben                  | Schlöben                 | 400             |
| Schmölln                  | Hummelshain              | 100             |
| Schmörschwitz             | Rauschwitz               | 30              |
| Schöngleina               | Schöngleina              | 500             |
| Schöps                    | Schöps                   | 180             |
| Schorba                   | Bucha                    | 150             |
| Seifartsdorf              | Silbitz                  | 150             |
| Seitenbrück               | Oberbodnitz              | 115             |
| Seitenroda                | Seitenroda               | 217             |
| Serba                     | Serba                    | 400             |
| Silbitz                   | Silbitz                  | 540             |
| Stadtroda, Stadt          | Stadtroda                | 5.630           |
| Steudnitz                 | Dornburg-Camburg         | 700             |
| Stiebritz                 | Hainichen                | 100             |
| Stöben                    | Dornburg-Camburg         | 90              |
| Sulza                     | Sulza                    | 160             |
| Tauchlitz                 | Crossen                  | 100             |
| Taupadel                  | Bürgel                   | 80              |
| Tautenburg                | Tautenburg               | 298             |
| Tautendorf                | Tautendorf               | 167             |
| Tautenhain                | Tautenhain               | 1.124           |
| Thiemendorf               | Heideland                | 150             |
| Thierschneck              | Thierschneck             | 117             |
| Tissa                     | Tissa                    | 142             |
| Törpla                    | Heideland                | 100             |
| Tröbnitz                  | Tröbnitz                 | 485             |
| Trockenborn               | Trockenborn-Wolfersdorf  | 465             |
| Trockhausen               | Schlöben                 | 80              |
| Trotz                     | Serba                    | 130             |
| Tümpling                  | Dornburg-Camburg         | 120             |
| Tünschütz                 | Schkölen                 | 70              |
| Ulrichswalde              | Tissa                    | 100             |
| Unterbodnitz              | Unterbodnitz             | 133             |
| Untergneus                | Gneus                    | 80              |
| Waldeck                   | Waldeck                  | 246             |
| Walpernhain               | Walpernhain              | 201             |
| Waltersdorf               | Waltersdorf              | 181             |
| Weißbach                  | Weißbach                 | 162             |
| Weißenborn                | Weißenborn               | 1.263           |
| Wetzdorf                  | Schkölen                 | 220             |
| Wichmar                   | Wichmar                  | 165             |
| Willschütz                | Schkölen                 | 70              |
| Wilsdorf                  | Dornburg-Camburg         | 100             |
| Wolfersdorf               | Trockenborn-Wolfersdorf  | 150             |
| Wonnitz                   | Dornburg-Camburg         | 40              |
| Würchhausen               | Wichmar                  | 60              |
| Zimmern                   | Zimmern                  | 197             |
| Zimmritz                  | Milda                    | 170             |
| Zöllnitz                  | Zöllnitz                 | 740             |
| Zöthen                    | Dornburg-Camburg         | 30              |
| Zöttnitz                  | Schlöben                 | 40              |
| Zschorgula                | Schkölen                 | 85              |
| Zwabitz                   | Bibra                    | 100             |
| Zweifelbach               | Reinstädt                | 70              |

## Weitere Ortsteile
- Zu Bucha gehört das Gehöft Pösen.
- Zu Bürgel gehören die Orte Gniebsdorf und Thalbürgel, die mit Bürgel zusammengewachsen sind. Auch das Gehöft Silberthal gehört zu Bürgel.
- Zu Dornburg gehört die an der Saale gelegene Unterstadt Naschhausen.
- Zu Eisenberg gehören die Orte Friedrichstanneck und Saasa, die inzwischen mit dem Stadtgebiet zusammengewachsen sind.
- Zu Freienorla gehört das Gehöft Pritschroda.
- Zu Kahla gehört der Ort Löbschütz, der inzwischen mit der Stadt zusammengewachsen ist.
- Zu Orlamünde gehört die an der Saale gelegene Unterstadt Naschhausen. Auch das Gehöft Winzerla liegt in der Gemarkung der Stadt.
- Zu Schöngleina gehört das Gehöft Zinna.
- Zu Sulza gehört das Gehöft Schiebelau.
- Zu Waltersdorf gehört die Tälermühle.

- Karte mit allen verlinkten Seiten:
- OSM |
- WikiMap